# Dimitri Kiernan
Dimitri Kiernan (18 giugno 1978) è un ex giocatore di football americano francese che ha giocato come runningback.